# 贝斯卡大桥
參數所指定的目標頁面不存在，建議更正成存在頁面或直接建立下列一個頁面（建立前請先搜尋是否有合適的存在頁面可以取代）：
- 貝斯卡 （消歧義）

贝斯卡大桥塞尔维亚贝斯卡附近的一座跨过多瑙河的混凝土公路桥，始建于1975年，并在2008-2011年建立了复线桥，是欧洲E75公路的一部分。